# TT41

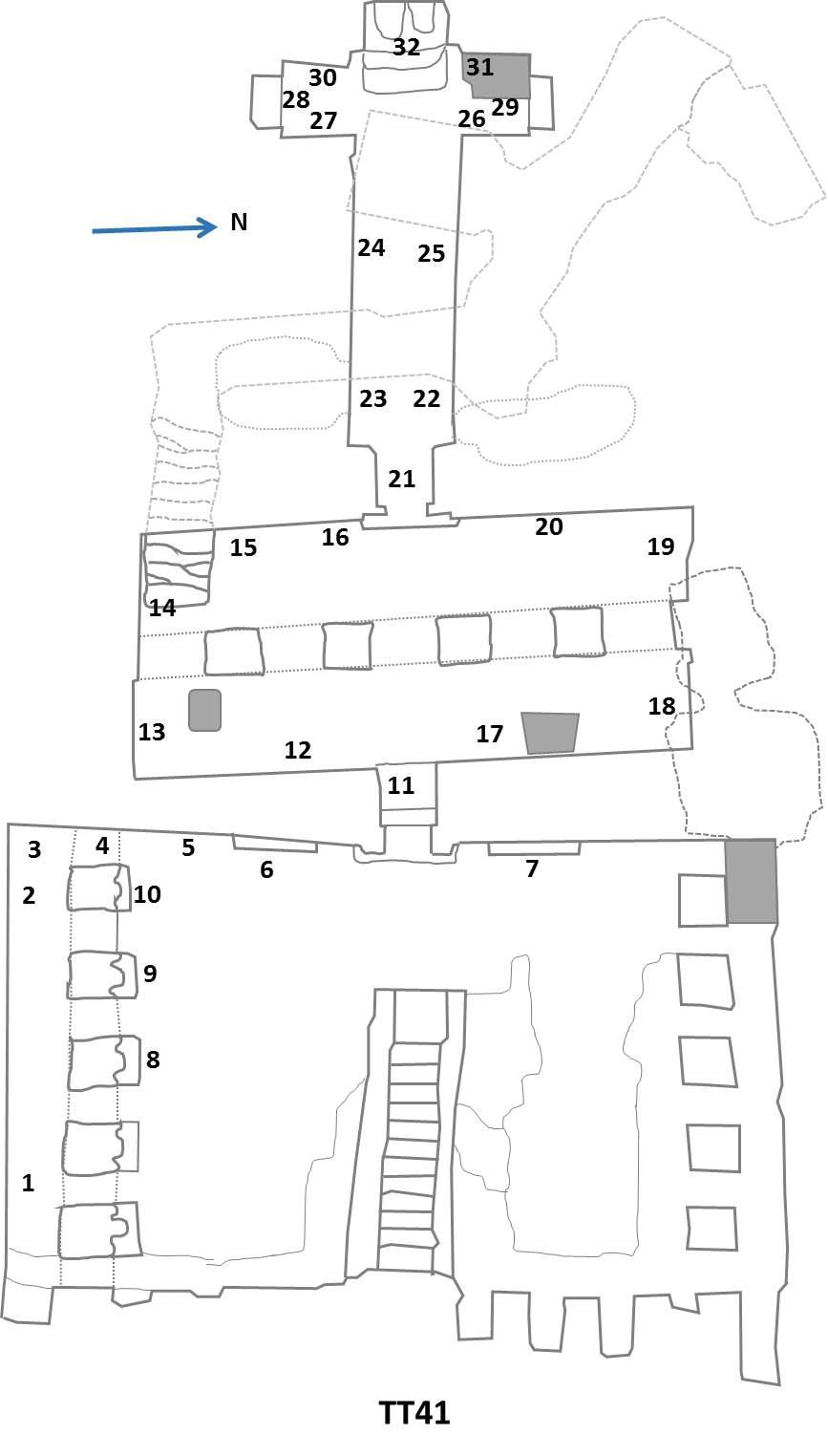
Plan des Grabes

Das Grab TT41 (Theban Tomb – Thebanisches Grab Nummer 41) befindet sich in Theben-West beim modernen Ort Luxor in Ägypten in dem Nekropolenteil, der heute Scheich Abd el-Qurna genannt wird. Die Grabanlage gehört dem Obervermögensverwalter des Amun Amenemope, der am Ende der 18. und am Beginn der 19. Dynastie (Neues Reich) im Amt war.
Der monumentale Grabbau des Amenemope besteht aus einem Hof, einer Kapelle und den unterirdischen Bestattungsräumen. Die Kapelle ist mit Reliefs und Statuen dekoriert. Die unterirdischen Grabkammern fanden sich weitestgehend beraubt. In einer der Kammern fanden sich jedoch noch vier Särge, die wahrscheinlich zu Dienern des Amenemope gehören. Der große Hof vor der Kapelle ist mit Pfeilern dekoriert, die wiederum Statuen des Osiris auf der Vorderseite haben. Die eigentlichen Wände des Hofes zeigen diverse in den Fels gehauene Stelen.
Die eigentlichen Räume der Kapelle sind mit diversen religiösen Szenen dekoriert. Man sieht mehrmals Amenemope und seine Gemahlin vor verschiedenen Gottheiten beten. Es gibt Darstellungen von Szenen aus Unterweltsbüchern und Begräbnisfeierlichkeiten. Außerdem sind der Grabherr und seine Frau durch eine Statuengruppe abgebildet, die sich in einer nach Westen ausgerichteten Statuennische befindet.
Das Grab war schon seit dem Beginn des 19. Jahrhunderts bekannt, aber es wurde von der Forschung nur wenig beachtet. Ippolito Rosellini kopierte 1828/29 eine Szene. James Burton kopierte vier Szenen, die er jedoch nicht publizierte. Von 1979 bis 1984 wurde das Grab in fünf Grabungskampagnen unter der Leitung von Jan Assmann ausgegraben und untersucht.